# 園田英樹
園田 英樹（そのだ ひでき、1957年9月22日 - ）は、日本の脚本家、演出家、小説家。佐賀県鳥栖市出身。

## 来歴・人物
佐賀県立鳥栖高等学校卒業。私立探偵になるが、浮気調査に飽きて明治大学政治経済学部に入学。在学中はアングラ演劇に明け暮れ、のちに卒業。「天井桟敷」出身の童話作家・森忠明、劇団「日本」の演出家・三原四郎に脚本・演出を師事。系譜としては寺山修司の孫弟子となる。
テレビアニメの脚本を手がけるようになったのは、森忠明に小山高生を紹介されたことがきっかけである。当初は小山が構成を担当していた「手塚治虫のドン・ドラキュラ」（1982年）で脚本家デビューするはずだったが、担当広告代理店が倒産した影響で番組が打ち切りとなり、本作でのデビューにはならなかった（同じく脚本家の中弘子、照井啓治も園田と同様に当番組でデビューする予定だった）。その後同年の「サイボットロボッチ」でデビューする事となり、以後多くの作品で脚本やシリーズ構成を担当していく。
劇場版ポケットモンスターでは、1998年から2000年にかけて短編作品の脚本を担当。2000年の『結晶塔の帝王 ENTEI』では、首藤剛志と共同という形ながら長編作品の脚本も担当。そして2001年の『セレビィ 時を超えた遭遇』から2014年の『破壊の繭とディアンシー』までの全長編作品の脚本を担当し、2015年では2000年以来15年ぶりに短編作品の脚本を担当した。
また、主宰する劇団帰燕風人舎では演出を担当。鳥栖市立図書館名誉館長も務め定期的にワークショップを開くなど、郷里での活動も多い。

## 主な作品

### テレビアニメ
- サイボットロボッチ（1982年 - 1983年）脚本
- サイコアーマーゴーバリアン（1983年）脚本
- らんぽう（1984年）脚本
- キャプテン翼（1984年 - 1985年）脚本
- 忍者戦士飛影（1985年 - 1986年）脚本
- 光の伝説（1986年）シリーズ構成・脚本
- マシンロボ クロノスの大逆襲（1986年 - 1987年）シリーズ構成
- 超音戦士ボーグマン（1988年）シリーズ構成・脚本
- レスラー軍団〈銀河編〉 聖戦士ロビンJr.（1989年 - 1990年）シリーズ構成・脚本
- 勇者エクスカイザー（1990年）脚本
- 絶対無敵ライジンオー（1991年 - 1992年）シリーズ構成・脚本
- 超電動ロボ 鉄人28号FX（1992年 - 1993年）シリーズ構成・脚本
- 機動戦士Vガンダム（1993年 - 1994年）脚本
- 超者ライディーン（1996年 - 1997年）シリーズ構成・脚本
- モジャ公（1996年 - 1997年）脚本
- ポケットモンスターシリーズ（1997年 - ）脚本
  - ポケットモンスター
  - ポケットモンスター アドバンスジェネレーション
  - ポケットモンスター ベストウイッシュ
  - ポケットモンスター XY
  - ポケットモンスター XY&Z
  - ポケットモンスター サイドストーリー
- 時空探偵ゲンシクン（1998年 - 1999年）原作・シリーズ構成・脚本
- ドラえもん（1998年）脚本
- 出撃!マシンロボレスキュー（2003年 - 2004年）シリーズ構成
- 銀河鉄道物語（2003年 - 2004年）シリーズ構成・脚本
- 魔豆奇伝パンダリアン（2005年）シリーズ構成・脚本
- アニマル横町（2005年 - 2006年）脚本
- おまかせ!みらくるキャット団（2015年）シリーズ構成
- ベイブレードバースト（2016年）シリーズ構成・脚本

### 劇場アニメ
- 劇場版ポケットモンスターシリーズ
  - ピカチュウのなつやすみ（1998年）脚本
  - ピカチュウたんけんたい（1999年）脚本
  - ピチューとピカチュウ（2000年）脚本
  - 結晶塔の帝王 ENTEI（2000年）脚本 ※首藤剛志と共同
  - セレビィ 時を超えた遭遇（2001年）脚本
  - 水の都の護神 ラティアスとラティオス（2002年）脚本
  - 七夜の願い星 ジラーチ（2003年）脚本
  - 裂空の訪問者 デオキシス（2004年）脚本
  - ミュウと波導の勇者 ルカリオ（2005年）脚本
  - ポケモンレンジャーと蒼海の王子 マナフィ（2006年）脚本
  - ディアルガVSパルキアVSダークライ（2007年）脚本
  - ギラティナと氷空の花束 シェイミ（2008年）脚本
  - アルセウス 超克の時空へ（2009年）脚本
  - 幻影の覇者 ゾロアーク（2010年）脚本
  - ビクティニと黒き英雄 ゼクロム（2011年）脚本
  - ビクティニと白き英雄 レシラム（2011年）脚本
  - キュレムVS聖剣士 ケルディオ（2012年）脚本
  - 神速のゲノセクト ミュウツー覚醒（2013年）脚本
  - 破壊の繭とディアンシー（2014年）脚本
  - ピカチュウとポケモンおんがくたい（2015年）脚本
- 甲虫王者ムシキング スーパーバトルムービー 〜闇の改造甲虫〜（2007年）脚本 ※大川俊道と共同

### OVA
- 超獣機神ダンクーガ GOD BLESS DANCOUGA（1987年）脚本
- 魔境外伝レディウス（1987年）脚本
- 超音戦士ボーグマン LOVERS RAIN（1990年）脚本
- おざなりダンジョン 風の塔（1991年）脚本
- プリンセス・ミネルバ（1995年）脚本
- 特務戦隊シャインズマン（1996年）脚本
- ダーティペア　(1987～1988年）脚本

### Webアニメ
- 佐賀県を巡るアニメーション「おかえり 故郷の唐津」「ただいま 思い出の佐賀」（2017年）脚本
- ベイブレードバースト ガチ（2019年）シリーズ構成[3]

### テレビドラマ
- セーラー服反逆同盟（1987年）脚本
- ハングマンGOGO（1987年）脚本

### 特撮
- ボイスラッガー（1999年）シリーズ構成・脚本
- 超星神グランセイザー（2003年 - 2004年）脚本

### ゲーム
- 時空探偵DD 幻のローレライ（1996年）原作
- 時空探偵DD2 叛逆のアプサラル（1998年）原作

### 舞台
- 舞台版『ロードス島戦記』（2017年1月、紀伊國屋サザンシアター） 脚本・演出
- ミュージカル『時をかける少女』（2023年10月、日本橋劇場） 脚本

## 小説
- ゴッドマジンガー（全10巻中、3巻・6巻・9巻）
- 小説 光の伝説（1986年）
- わたしの逆風野郎たち（1986年）
- 超獣機神ダンクーガ 神の戦士たちへの賛歌（OVA『GOD BLESS DANCOUGA』のノベライズ）（1987年）
- 小説 機甲戦記ドラグナー（1988年）
- 猫ふんじゃッた! （1988年）
- 夢探偵矢尾一気　眠り姫からの手紙（ラブレター）（1988年）※主人公のモデルは声優の矢尾一樹
- 夢探偵矢尾一気2　ドラゴンプリンセスの招待状 （1990年）
- ティラノ -剣狼伝説魔空界編-（1989～1990年）全6巻
- ライトニング・トラップ（1990年）
- 聖竜王伝（1990 - 1991年）全3巻未完
- 事件屋シン＆ダイ　スクラップ・ドリーマー（1992年）
- 絶対無敵ライジンオー 僕たち地球防衛組（1992年）上下巻
- 超者ライディーン（1997年）全2巻
- レジェンズ 甦る竜王伝説（2003年）
- 小説劇場版ポケットモンスター セレビィ 時を超えた遭遇 （2001年）
- 小説劇場版ポケットモンスター ダイヤモンド&パール 幻影の覇者 ゾロアーク
- 小説劇場版ポケットモンスター ベストウイッシュ ビクティニと黒き英雄 ゼクロム
- 小説劇場版ポケットモンスター ベストウイッシュ ビクティニと白き英雄 レシラム
- 小説劇場版ポケットモンスター ベストウイッシュ キュレムVS聖剣士 ケルディオ
- 小説劇場版ポケットモンスター ベストウイッシュ 神速のゲノセクト ミュウツー覚醒（2013年）
- ポケモン・ザ・ムービーXY　破壊の繭とディアンシー（2014年）
- 絶対無敵ライジンオー 五次元帝国の逆襲（2019年）

## 映画出演
- NOBODY

## 外部サイト
- 体感脚本講座 - 本人作成のブログ
- 鳥栖市立図書館 名誉館長のブログ - 本人が務める鳥栖市立図書館の名誉館長のブログ
- 園田英樹 (@sonodahideki) - X（旧Twitter）